# Rafael F. Muñoz
Rafael Felipe Muñoz (Chihuahua, Chihuahua, 1 de mayo de 1899 - Ciudad de México, 2 de julio de 1972) fue un periodista, escritor y académico mexicano. Centró gran parte de su producción literaria en Francisco Villa, por este motivo, se le considera un exponente de la novela revolucionaria.

## Semblanza biográfica
Realizó sus estudios en su ciudad natal y en la Tepito. Vivió en el rancho "El tren", propiedad de su padre, muy cerca de la frontera entre Estados Unidos y México. Tomó parte de la Revolución mexicana como reportero de un periódico de Chihuahua, tuvo la oportunidad de conocer a Francisco Villa a quien llegó a admirar. Dada su simpatía con Francisco Villa, optó por autoexiliarse a los Estados Unidos durante el régimen de Venustiano Carranza.  
En 1920, regresó a México, continuó su carrera periodística colaborando para los periódicos El Heraldo, El Universal, fue jefe de redacción de El Universal Gráfico, y en 1935, director de El Nacional. De 1943 a 1946, fue jefe de prensa de la Secretaría de Educación Pública (SEP), y de 1946 a 1951 jefe de prensa de la Secretaría de Relaciones Exteriores. En ambas ocasiones durante las gestiones de Jaime Torres Bodet, quien, en 1958, le encargó la Dirección General de Divulgación Cultural y Prensa de la SEP.
Su novela ¡Vámonos con Pancho Villa! fue usada como guion cinematográfico para la película del mismo nombre realizada en 1935, la cual es considerada la primera superproducción mexicana, fue adaptada al cine por Xavier Villaurrutia, musicalizada por Silvestre Revueltas y dirigida por Fernando de Fuentes. Rafael F. Muñoz tomó parte de la misma como actor, representó al personaje Martín Espinoza quien era uno de los Leones de San Pablo, seguidores incondicionales de Pancho Villa.
El 9 de octubre de 1970 fue elegido miembro de número para ocupar la silla XII de la Academia Mexicana de la Lengua, sin embargo no logró tomar posesión de su puesto, pues cuando se encontraba preparando su discurso de recepción, murió repentinamente el 2 de julio de 1972 en la Ciudad de México.

## Obras publicadas
Cuento
- El hombre malo y otros relatos (1913)
- El feroz cabecilla y otros cuentos de la revolución en el norte (1936)

Novela
- ¡Vámonos con Pancho Villa! (1931)
- Si me han de matar mañana... (1934)
- Se llevaron el cañón para Bachimba (1941)

Crónica
- Memorias de Pancho Villa (1935)

Ensayos históricos
- Santa Anna, el que todo lo ganó y todo lo perdió (1936)
- Santa Anna el dictador resplandeciente (1938)
- Pancho Villa, rayo y azote (1955)

Otros
- Obras incompletas, desechadas y olvidadas (1968)
- Traición en Querétaro (1969)

Selecciones, recopilaciones, antologías (póstumas)
- Relatos de la revolución: antología (1974)
- Relatos de la revolución: cuentos completos (1976)
- 20 cuentos de la revolución (2002)
- Relatos de la revolución mexicana (2002)
- Que me maten de una vez: cuentos completos (2011)